# Hemisus guineensis
Espèce
Synonymes
- Engystoma vermiculatum Peters, 1882
- Hemisus guineensis macrodactylus Laurent, 1972
- Hemisus guineensis katanganus Laurent, 1972
- Hemisus guineensis latinasus Laurent, 1972
- Hemisus guineensis microps Laurent, 1972
- Hemisus guineensis broadleyi Laurent, 1972

Statut de conservation UICN

 LC  : Préoccupation mineure
Hemisus guineensis est une espèce d'amphibiens de la famille des Hemisotidae.

## Répartition
Cette espèce rencontre en Afrique subsaharienne jusqu'à 1 850 m d'altitude dans la savane arborée. Elle a été observée au Sénégal, en Guinée-Bissau, en Guinée, en Sierra Leone, au Liberia, en Côte d'Ivoire, au Ghana, au Bénin, au Nigeria, au Cameroun, au Tchad, au Congo-Kinshasa, au Ouganda, en Kenya, en Tanzanie, au Malawi, au Mozambique, dans l'extrême Nord de l'Afrique du Sud, au Zimbabwe, en Zambie et en Angola.

## Étymologie
Son nom d'espèce, composé de guine[e] et du suffixe latin -ensis, « qui vit dans, qui habite », lui a été donné en référence au lieu de sa découverte, une zone non localisée avec précision en Guinée.

## Publication originale
- Cope, 1865 : Sketch of the Primary Groups of Batrachia Salientia. The Natural History Review, New Serie, vol. 5, p. 97–120 (texte intégral).